# کریستال یا خاکستر، آتش یا باد، تا زمانی که عشق باشد
کریستال یا خاکستر، آتش یا باد، تا زمانی که عشق باشد (به انگلیسی: Crystal or Ash, Fire or Wind, as Long as It's Love) فیلمی محصول سال ۱۹۸۸ و به کارگردانی لینا ورتمولر است. در این فیلم بازیگرانی همچون روتخر هاور، ناستاسیا کینسکی، دومینیک ساندا، پیتر اوتول، فی داناوی، جرج ایستمن، ماسیمو ورتمولر و جوزپه چدرنا ایفای نقش کرده‌اند.